# Voleibol nos Jogos Olímpicos de Verão de 1996
O voleibol nos Jogos Olímpicos de Verão de 1996 foi disputado em Atlanta, Estados Unidos.

## Eventos
Dois eventos da modalidade distribuíram medalhas nos Jogos:
- Torneio masculino (12 equipes)
- Torneio feminino (12 equipes)

## Qualificação
Foi permitido para cada Comitê Olímpico Nacional (CON) competir com apenas um time em cada torneio (masculino e feminino). Como país-sede, os Estados Unidos tiveram garantida uma vaga em cada um dos torneios.
Masculino
| Torneio de qualificação           | Data                                 | Sede          | Vagas | Qualificados   |  |
| --------------------------------- | ------------------------------------ | ------------- | ----- | -------------- |  |
| País-sede                         | 18 de setembro de 1990               | Tóquio        | 1     | Estados Unidos |  |
| Copa do Mundo de 1995             | 18 de novembro–2 de dezembro de 1995 | Japão         | 3     | Itália         |  |
| Copa do Mundo de 1995             | 18 de novembro–2 de dezembro de 1995 | Japão         | 3     | Países Baixos  |  |
| Copa do Mundo de 1995             | 18 de novembro–2 de dezembro de 1995 | Japão         | 3     | Brasil         |  |
| Pré-Olímpico da América do Sul    | 12–14 de abril de 1996               | Buenos Aires  | 1     | Argentina      |  |
| Pré-Olímpico da América do Norte  | 14–16 de abril de 1996               | Calgary       | 1     | Cuba           |  |
| Pré-Olímpico da África            | 29–31 de março de 1996               | Rabat         | 1     | Tunísia        |  |
| Pré-Olímpico da Europa            | 27–29 de março de 1996               | Copenhague    | 1     | Rússia         |  |
| Pré-Olímpico da Ásia e da Oceania | 12–21 de abril de 1996               | Seul e Tóquio | 1     | Coreia do Sul  |  |
| Qualificatório Mundial            | 3–5 de maio de 1996                  | Espinho       | 1     | Bulgária       |  |
| Qualificatório Mundial            | 3–5 de maio de 1996                  | Munique       | 1     | Iugoslávia     |  |
| Qualificatório Mundial            | 3–5 de maio de 1996                  | Patras        | 1     | Polônia        |  |
| Total                             |                                      |               | 12    |                |  |

Feminino
| Torneio de qualificação           | Data                       | Sede   | Vagas | Qualificados   |  |
| --------------------------------- | -------------------------- | ------ | ----- | -------------- |  |
| País-sede                         | 18 de setembro de 1990     | Tóquio | 1     | Estados Unidos |  |
| Copa do Mundo de 1995             | 3–17 de novembro de 1995   | Japão  | 3     | Cuba           |  |
| Copa do Mundo de 1995             | 3–17 de novembro de 1995   | Japão  | 3     | Brasil         |  |
| Copa do Mundo de 1995             | 3–17 de novembro de 1995   | Japão  | 3     | China          |  |
| Qualificação da América do Sul    | —                          | —      | 1     | Peru           |  |
| Qualificação da América do Norte  | —                          | —      | 1     | Canadá         |  |
| Qualificação da África            | —                          | —      | 1     | Rússia         |  |
| Qualificação da Europa            | —                          | —      | 1     | Alemanha       |  |
| Qualificação da Ásia e da Oceania | —                          | —      | 1     | Coreia do Sul  |  |
| Qualificatório Mundial            | 26 de maio−2 de junho 1996 | Tóquio | 1     | Países Baixos  |  |
| Qualificatório Mundial            | 26 de maio−2 de junho 1996 | Tóquio | 1     | Japão          |  |
| Qualificatório Mundial            | 26 de maio−2 de junho 1996 | Tóquio | 1     | Ucrânia        |  |
| Total                             |                            |        | 12    |                |  |

## Medalhistas
Os Países Baixos foram campeões olímpicos de voleibol masculino pela primeira vez, derrotando a Itália na final. A Iugoslávia ganhou o bronze frente à Rússia. No feminino, Cuba superou a China para ganhar a medalha de ouro e seu segundo título consecutivo no torneio, enquanto a seleção do Brasil foi bronze ao derrotar as russas.
| Evento             | Ouro | Prata | Bronze |
| ------------------ | --- | --- | --- |
| Masculino detalhes | Misha Latuhihin Henk-Jan Held Brecht Rodenburg Guido Görtzen Richard Schuil Ron Zwerver Bas van de Goor Jan Posthuma Olof van der Meulen Peter Blangé Rob Grabert Mike van de Goor NED Países Baixos | Andrea Gardini Marco Meoni Pasquale Gravina Paolo Tofoli Samuele Papi Andrea Sartoretti Marco Bracci Lorenzo Bernardi Luca Cantagalli Andrea Zorzi Andrea Giani Vigor Bovolenta ITA Itália | Đorđe Ðurić Žarko Petrović Vladimir Batez Željko Tanasković Dejan Brđović Đula Mešter Slobodan Kovač Nikola Grbić Vladimir Grbić Rajko Jokanović Goran Vujević Andrija Gerić YUG Iugoslávia |
| Feminino detalhes  | Ana Fernández Idalmis Gato Lilia Izquierdo Magalys Carvajal Marlenis Costa Mireya Luis Raisa O'Farrill Regla Bell Regla Torres Yumilka Ruiz Taismary Agüero Mirka Francia CUB Cuba                   | Lai Yawen Li Yan Cui Yongmei Wu Yongmei Wang Yi He Qi Wang Ziling Sun Yue Wang Lina Liu Xiaoning Pan Wenli Zhu Yunying CHN China                                                           | Ana Moser Ida Álvares Ana Paula Connelly Hilma Caldeira Leila Barros Virna Dias Márcia Fu Ericleia Bodziak Ana Flávia Sanglard Fernanda Venturini Hélia Souza Sandra Suruagy BRA Brasil     |

## Quadro de medalhas do voleibol
| Ordem | País              | Medalha de ouro | Medalha de prata | Medalha de bronze | Total |
| ----- | ----------------- | --------------- | ---------------- | ----------------- | ----- |
| 1     | NED Países Baixos | 1               | 0                | 0                 | 1     |
| 1     | CUB Cuba          | 1               | 0                | 0                 | 1     |
| 3     | ITA Itália        | 0               | 1                | 0                 | 1     |
| 3     | CHN China         | 0               | 1                | 0                 | 1     |
| 5     | YUG Iugoslávia    | 0               | 0                | 1                 | 1     |
| 5     | BRA Brasil        | 0               | 0                | 1                 | 1     |